# Трновець
Трновець (словен. Trnovec) — поселення в общині Кочев'є, регіон Південно-Східна Словенія, Словенія. Висота над рівнем моря: 801,9 м.